# 米哈伊尔·尼古拉耶维奇·库兹涅佐夫
米哈伊尔·尼古拉耶维奇·库兹涅佐夫（俄语：Михаил Николаевич Кузнецов，1985年5月14日—），出生於下塔吉尔，是一名俄罗斯男子皮划艇运动员。他曾搭档德米特里·拉里奥诺夫在2008年夏季奥林匹克运动会上获得男子双人皮艇激流回旋的铜牌。